# Глазиріна Наталія Вікторівна
Наталія Вікторівна Глазиріна (нар. 24 вересня 1972, Перм, Російська СФРР, СРСР) — українська футболістка.

## Життєпис
З 1991 року почала виступати за київське «Динамо». Учасниця першого розіграшу незалежного чемпіонату України. У команді відіграла два сезони, зіграла у 18 матчах чемпіонату України. У 1992 році разом з «динамівками» стала переможницею чемпіонату України та володаркою національного кубку, оформивши, таким чином, «золотий дубль». У 1994 році перейшла до іншого столичного клубу — «Аліни». У складі команди зіграла 39 матчів у Вищій лізі. Разом з «Аліною» вигравала чемпіонат України, двічі ставала володаркою національного кубку. По завершенні чемпіонського для клубу сезону 1997 року команду було розформовано, а Наталія разом з іншими гравчинями та персоналом клубу отримала статус вільного агента. У 2000 році опинилася в ірпінському «Динамо». По завершенні сезону закінчила футбольну кар'єру.

## Досягнення
«Динамо» (Київ)
- Вища ліга чемпіонату України
  -  Чемпіон (1): 1992
  -  Срібний призер (1): 1993

- Кубок України
  -  Володар (1): 1992
  -  Фіналіст (1): 1993

«Аліна» (Київ)
- Вища ліга чемпіонату України
  -  Чемпіон (1): 1997
  -  Срібний призер (2): 1995, 1996
  -  Бронзовий призер (1): 1994

- Кубок України
  -  Володар (1): 1995, 1997
  -  Фіналіст (2): 1994, 1996